# Hallenhockey-Europameisterschaft der Damen 1977
Die Hallenhockey-Europameisterschaft der Damen 1977 war die zweite Auflage der Hallenhockey-Europameisterschaft der Damen. Sie fand vom 29. Januar bis 30. Januar in Brüssel in Belgien statt. Die deutsche Hockeynationalmannschaft der Damen verteidigte dabei ihren 1975 erreichten Titel erfolgreich. Lediglich fünf Mannschaften nahmen an diesem Turnier, das im Ligasystem ausgetragen wurde, teil.

## Endrunde
| Datum           | Team 1      | Team 2      | Ergebnis  |
| --------------- | ----------- | ----------- | --------- |
| 29. Januar 1977 | Niederlande | Frankreich  | 3:1       |
| 29. Januar 1977 | Deutschland | Spanien     | 11:0      |
| 29. Januar 1977 | Niederlande | Belgien     | 4:2       |
| 29. Januar 1977 | Deutschland | Frankreich  | 12:0      |
| 29. Januar 1977 | Belgien     | Spanien     | 4:3       |
| 30. Januar 1977 | Spanien     | Frankreich  | 5:8       |
| 30. Januar 1977 | Belgien     | Deutschland | 3:8       |
| 30. Januar 1977 | Frankreich  | Belgien     | n. b.     |
| 30. Januar 1977 | Niederlande | Spanien     | n. b.     |
| 30. Januar 1977 | Deutschland | Niederlande | 5:3 (3:0) |

Tabelle
| Rang | Land        | Spiele | Tore  | Diff. | Punkte |
| ---- | ----------- | ------ | ----- | ----- | ------ |
| 1    | Deutschland | 4      | 36:06 | + 30  | 8–0    |
| 2    | Niederlande | 4      |       |       | 6–2    |
| 3    | Belgien     | 4      |       |       | 4–4    |
| 4    | Frankreich  | 4      |       |       | 2–6    |
| 5    | Spanien     | 4      |       |       | 0–8    |